# Esgaroth (banda)
Esgaroth é uma banda brasileira de black metal que se formou na cidade de São Paulo. É considerada uma das bandas mais polêmicas de São Paulo e em uma matéria da Rock Brigade foi afirmado que "é notável o reconhecimento que o grupo vem adquirindo".
Álbuns
March to Battle Fields
Demo - 2004
•
The Return To The Infernal Fields
Demo - 2009

## Biografia
A banda Esgaroth deu início ao seu legado no ano de 2004, com os integrantes: Kerak Troyll (voz), Merihim (guitarra), Aliocer (baixo), Malus Pelor Pessimus (bateria) e Ronaldo (teclado). Após meses de ensaio, Ronaldo decide deixar a banda. A bandafaz sua primeira celebração na cidade de Dladema. Mais tarde, Aliocer abandona a banda para se dedicar ao seu projeto principal (A horda Throne). Desde então, a banda sofreu sérios problemas, restando apenas Kerak Troyll. Após a entrada de Belial Asmodeus (guitarra, ex-Throne), Agares Nosferatu (baixo), Berion Yriskele (bateria) e Fenrir Brhams (teclado), a banda volta a se estabilizar. Com o passar do tempo Merihim retorna à banda. Apesar dessas mudanças, a banda se mostra mais forte com uma sonoridade mais brutal, abrangendo mais melodias do teclado e da guitarra. A banda possui grande rodagem na cena underground paulistana, já abriu o show de diversas atrações internacionais do estilo e possui destaque na mídia que dá cobertura ao estilo, já tendo sido entrevistada, por exemplo, pelo Programa TV Corsário no nº 194 de 28 de fevereiro de 2009.

## Integrantes

### Atuais
- Kerak Troyll - Voz
- Merihim - Guitarra
- Belial Asmodeus - Guitarra
- Agares Nosferatu - Baixo
- Berion Yriskele - Bateria
- Fenrir Brhams - Teclado

### Ex-integrantes
- Aliocer - Baixo
- Malus Pelor Pessimus - Bateria
- Ronaldo - Teclado